# Felipe Fritz
Felipe Luciano Fritz Saldías (Coronel, 23 settembre 1997) è un calciatore cileno, attaccante del Colo-Colo.

## Caratteristiche tecniche
È un'ala sinistra.

## Carriera

### Nazionale
Con la nazionale Under-20 cilena ha preso parte al campionato sudamericano 2017.